# El toro fenómeno
El toro fenómeno es una película de animación muda española dirigida por Fernando Marco, un conocido historietista español que sólo tuvo esta obra en su incursión cinematográfica.
Considerada la primera película cine de animación español. Se trata de una parodia de las corridas de toros en donde se narraba la lidia de un toro que conseguía espantar tanto al torero como a los banderilleros debido a sus enormes cuernos.
La película se realizó en 1917 con un tomavistas de Pathé Frères que fue adaptado en el laboratorio de Hispano Films en Madrid. Finalmente se estrenó el 29 de mayo de 1919 en el cine "Royalty" con bastante éxito. Sin embargo cabe mencionar que en la actualidad es calificada como una "película perdida" al no existir ninguna copia de ella.